# Лима (станция метро, Милан)
«Ли́ма» (итал. Lima) — станция линии M1 Миланского метрополитена. Подземная станция, располагается под площадью Лима (piazza Lima) в середине проспекта Буэнос-Айрес (corso Buenos Aires) на северо-востоке центральной части Милана.

## История
Станция была открыта в составе первой очереди линии M1 (от станции «Сесто Марелли» до станции «Лотто») 1 ноября 1964 года.

## Особенности
Устройство станции «Лима» подобно устройству почти всех станций первой очереди: подземное расположение с двумя путями — по одному для каждого направления и двумя боковыми платформами. Над станционным залом находится мезонин, в котором расположены входные турникеты и будка для сотрудников станции.

## Пересадки
Со станции производятся пересадки на миланский наземный транспорт:
- Автобус

## Оснащение
Оснащение станции:
- Эскалаторы
- Аппараты для продажи билетов
- Камеры видеонаблюдения
- Бар
- Туалет